# Restaurante La Tante DC10
O Restaurante La Tante DC10, conhecido localmente como O Avião Verde, é um restaurante de parceria público-privada estabelecido em Acra. Opera a partir do defunto McDonnell Douglas DC-10 da Companhia Aérea do Gana, que tinha estado em operação como um jato de passageiros entre 1983 e 2005. O restaurante serve pratos ganenses. O restaurante foi bem recebido localmente.

## Descrição
O Restaurante La Tante DC10 é um restaurante localizado dentro de um McDonnell Douglas DC-10 antes usado pela defunta Companhia Aérea do Gana. Voando previamente 380 passageiros, foi convertido num restaurante com 118 assentos com uma grande quantidade de assentos removidos para proporcionar espaço adequando para os clientes e para a instalação de mesas. Um anexo foi conectado no lado direito da fuselagem para acomodar a cozinha.
O avião foi movido para Airport City Acra, um subúrbio de Acra perto do Aeroporto Internacional Kotoka e do outro lado do Marina Mall Acra, com pessoas entrando e saindo do avião/restaurante por uma escadaria tapado no chão térreo. Eles entram pela antiga área de estar de primeira classe, que foi convertida numa área de espera. Casas de banho separadas tinham sido instaladas para clientes masculinos e femininos e o restaurante contem ar-condicionado.

### Menu
O restaurante serve culinária do Gana. Isto inclui pratos como tilápia com especiarias, servida com banku (um tipo de mingau à base de milho). Outros pratos incluem arroz jollof com galinha, e "red red" estufado de feijão frade com peixe. Enquanto os preços no Restaurante La Tante DC10 serem mais altos que os normais da área, o restaurante tem preços mais baixos do que os restaurantes de luxo noutros locais de Acra.

## História

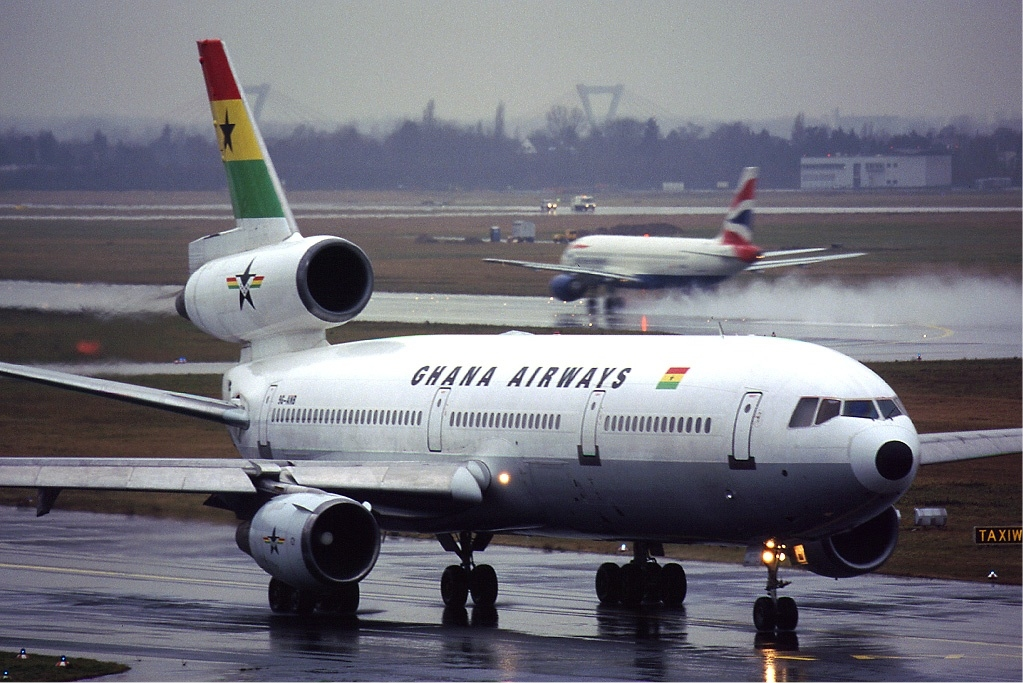
O DC-10 em 2002 no aeroporto de Düsseldorf

O DC-10 usado como o restaurante foi previamente possuído e operado pela Companhia Aérea do Gana em rotas entre Gana e a Europa e os Estados Unidos. A Companhia Aérea do Gana encomendou um DC-10-30 em 1976, chegando a 24 de fevereiro de 1983. Durante julho de 1985, foi usado para voar tropas das Nações Unidas dentro e fora de Beirute, Líbano. Em janeiro do ano seguinte, o avião estava a ser usado sob contrato da Caribbean Airlines para voar passageiros da Europa para o Caribe duas vezes por semana.
Em junho de 2002, o avião foi apreendido no Aeroporto de Londres-Heathrow, Reino Unido, depois de dívidas por pagar de £4 milhões propriedade da transportadora nacional para o fornecedor de peças AJ Walters Aviation, causando suspensão temporária de serviços entre Acra, o Reino Unido e a Itália. A companhia aérea foi à falência em 2005. Depois disto, o avião foi abandonado e deixada no Aeroporto Kotoka; durante os anos seguintes, várias partes foram vendidas para sucata, incluindo os três motores.
Na altura foi comprado pela mulher do Ministro do Togo em 2011, existiram preparações para salvar o avião para o seu alumínio. O avião foi convertido e reaberto como um restaurante a 11 de novembro de 2013 como uma parceria público-privada entre a Ghana Airport Company Limited e Vindira Company Limited. Foi a primeira vez que um restaurante/avião foi aberto em África. Em 2024 o restaurante encontra-se encerrado.

## Receção
O restaurante foi popular com os clientes; o manager Indira Shiyam explicou numa entrevista com a BBC News em 2014 que "No começo, as pessoas queriam experimentar um restaurante num avião mas surpreendentemente continuaram a vir". Alguns dos clientes comem no restaurante porque nunca estiveram dentro de um avião antes, enquanto outros estavam curiosos para comer num restaurante/avião.
O colonista Patrick Smith do Ask the Pilot visitou o restaurante em 2016; a sua avaliação foi mais tarde publicada na Business Insider. Ele disse que era barato e bom, mas não excecional. Ele criticou a "falta de contexto" dada ao restaurante, pois gostava de ter visto fotos do avião quando estava em uso como jato de passageiros. Smith disse "Muitos restaurantes têm histórias longas e célebres, mas normalmente é só em um local! Aqui está um restaurante que já esteve literalmente em todo o lado."